# ماريا نيرا
ماريا نيرا (بالإسبانية: María Neira)‏ (مواليد 1962) هي طبيبة وموظفة دولية ودبلوماسية إسبانية، وقد شغلت منذ عام 2005 منصب مدير إدارة الصحة العامة والبيئة والمحددات الاجتماعية للصحة في منظمة الصحة العالمية (WHO).

## السيرة الذاتية
درست نيرا الطب والجراحة في جامعة أبيط في استورياس بإسبانيا، وتخصصت في أمراض الغدد الصماء في جامعة باريس 5-ديكارت في فرنسا. حصلت على درجة الماجستير في الصحة العامة ودبلوم في التغذية البشرية من جامعة بيير وماري كوري في باريس. وحصلت على الدبلوم الدولي في التأهب للطوارئ وإدارة الأزمات من جامعة جنيف في سويسرا.
في بداية مسيرتها المهنية كانت نيرا المنسق الطبي لمنظمة أطباء بلا حدود في مخيمات اللاجئين في سلفادور وهندوراس أثناء النزاع المسلح وفترة عدم الاستقرار. شغلت منصب نائب وزير الصحة وشؤون المستهلك في إسبانيا من 2002 إلى 2005، كما شغلت منصب رئيس الوكالة الإسبانية لسلامة الغذاء والتغذية، لمدة خمس سنوات، وكانت مستشارة الصحة العامة في وزارة الصحة في مابوتو وموزمبيق، ومستشارة الصحة العامة للأمم المتحدة / طبيبة في برنامج الأمم المتحدة الإنمائي في كيغالي، رواندا.
انضمت نيرا إلى منظمة الصحة العالمية في عام 1993 كمنسق لفريق العمل العالمي لمكافحة الكوليرا في عام 1999، وكانت مديرة قسم المكافحة والوقاية والإبادة. تم تعيينها مديرة لقسم الصحة العامة والبيئة في منظمة الصحة العالمية عام 2005.
في نوفمبر 2019 انضمت ماريا نيرا إلى المجلس الاستشاري "Lancet Countdown" لتتبع التقدم في الصحة وتغير المناخ.

## الأوسمة والجوائز
- وسام الاستحقاق الوطني من قبل حكومة فرنسا.
- جائزة الاستراتيجية الوطنية الإسبانية للتغذية.
- جائزة امرأة غير عادية من الملكة ليتيزيا ملكة إسبانيا.
- عضو الأكاديمية الملكية للطب بأستورياس.
- "نساء ملهمات يعملن من أجل حماية البيئة"، الاحتفال بيوم المرأة العالمي في جنيف، برنامج الأمم المتحدة للبيئة (2016).[3]